# Rosenrot
Rosenrot је пети студијски албум групе Рамштајн. Садржи 11 песама од којих је произашло 3 сингла. Издат је 2005. године.

## Списак песама
-{

### Benzin (Бензин)
-{
Песма говори о адреналинском зависнику, којем не треба ни дрога, ни никотин, ни алкохол.
}-

### Mann Gegen Mann (Човек против човека)
-{
Песма говори о особи која постаје хомосексуалац. Одбачен од свих које воли. У песми такође није јасно да ли Тил каже "gegen", што значи против, или "gay gen", што значи за (хомосексуалце).
}-

### Rosenrot (Црвена ружица)
-{
Девојка угледа ружу како цвета на врху планине. Она замоли свог вољеног да је убере. Само да би њу задовољио, он се пење на врх не обазирући се на поглед који се одатле пружа. Стена пуца и он пада у понор.
У споту чланови бенда глуме свештенике који долазе у паганско село далеко од цивилизације. Тил се заљуби у девојку која га наговара да убије њене родитеље. Он то и учини, али га она изда и он бива спаљен на ломачи од стране сељана и осталих чланова бенда.
У оба случаја се говори о мушкарцу који је спреман све да учини за девојчину љубав.
}-

### Spring (Скочи!)
-{
Човек се пење на мост да би видео поглед који се пружа. Остали мисле да он хоће да се убије и вичу "Скочи!" Окружују га не дајући му да сиђе са моста. На крају бива одгурнут и убијен.
}-

### Wo Bist Du? (Где си?)
-{
Песма говори о патњи мушке особе којој након раскида више ниједна жена осим вољене није лепа.
}-

### Stirb Nicht vor Mir (Не умри пре мене)
-{
Песма говори о еротској фантазији жене о мушкарцу који не постоји и чежње за таквом особом.
}-

### Zerstören (Уништи)
-{
Песма говори о особи која мора нешто што јој не припада да уништи.
}-

### Hilf Mir (Помозите ми)
-{
Песма говори о мазохисти, особи која воли да се игра са ватром и верује да је пламен воли.
}-

### Te Quiero Puta! (Волим те, курво!)
-{
Тема песме је о особи која од жене жели само секс, без емоција.
}-

### Feuer und Wasser (Ватра и вода)
-{
Песма је о чежњи за нечим недокучивим, у овом случају за девојком. Певана је из угла младића који се налази у непосредној близини девојке која га привлачи. "Он је њена сенка", гледа је са даљине. У тренутку смогне снаге да јој скрене пажњу на себе, али бива одбијен. Због своје опсесије он не обраћа пажњу на то и наставља да иде за њом.
}-

### Ein Lied (Песма)
-{
Песма штити људе и помаже им у свакој ситуацији.
}-
}-

## Сингл песме
-{
- "Benzin" ("Бензин") 3:46
- "Mann gegen Mann" ("Човек против човека") 3:51
- "Rosenrot" ("Црвена Ружа") 3:56

}-